# Nemesio
Nemesio (in greco antico: Νεμέσιος?, Nemésios; 350 circa – 420 circa) è stato un filosofo greco antico e fu vescovo di Emesa.

## Biografia
Nemesio nacque intorno al 350. Studiò medicina. Convertito al cristianesimo, fu eletto vescovo di Emesa (ora Homs, Siria), intorno al 400. Morì intorno al 420.

## Filosofia
Nemesio ci ha lasciato il trattato Περὶ φύσεως ἀνθρώπου (Della natura dell'uomo) tentativo di fondere la conoscenza medico-scientifica greco-romana con la Rivelazione cristiana. Questo libro, scritto in greco, tradotto in latino intorno al 1070 (De natura hominis) da Alfano vescovo di Salerno, ebbe un grande successo nel Medioevo, ma fu attribuito a Gregorio di Nissa. L'influenza di questo lavoro è stata vasta sia in Oriente che in Occidente. È stato «usato, a volte letteralmente, da Massimo il Confessore e Giovanni Damasceno». L'opera può essere considerata «l'atto di nascita dell'antropologia cristiana». Nemesio si basa essenzialmente su Galeno, ma respinge l'idea galenica secondo la quale l'anima segue il temperamento del corpo, e quella ippocratica dell'anima come funzione del cervello.
Nemesio pone la seguente domanda: come può l'anima essere immortale, dal momento che è stata creata e poiché tutto ciò che è creato è destinato a perire? Rifiuta la teoria della preesistenza, la teoria panteistica, la dottrina materialistica. Conclude che l'uomo è composto da un'anima e da un corpo, principi separati ma connessi; l'uomo è stato creato immortale all'origine, ma è divenuto mortale in seguito al peccato. Nemesio combina quindi Platone, Aristotele, Posidonio di Apamea e la Teologia cristiana.

## Opere
- De la nature de l'homme (vers 400), texte grec et trad. Jean-Baptiste Thibault, 1844.
- Nemesius, On the Nature of Man. Traduzione e note di Philip van der Eijk & R.W. Sharples, Liverpool, Liverpool University Press, 2008.
- Némésius, Moreno Morani e Giulia Regoliosi Morani, La natura dell'uomo, collana I talenti, Edizioni San Clemente Edizioni Studio Domenicano, 2018, ISBN 978-88-7094-965-0.

### Edizioni e traduzioni
- Il Περὶ φύσεως ἀνθρώπου fu scritto in greco intorno al 400, e fu tradotto in diverse lingue nel corso del Medioevo (in siriaco, in armeno nel 716, in arabo da Hunayn ibn Ishaq nel IX secolo, in georgiano da Ioane Petritsi nel 12º secolo). Fu tradotto in latino nell'XI secolo da Alfano di Salerno[4] e di nuovo nel XII secolo dal Burgundio di Pisa.[5] Durante il Rinascimento fu stampata a Strasburgo nel 1512 una traduzione latina del domenicano Johannes Cuno di Norimberga, un'altra di Giorgio Valla a Lione presso Sebastian Gryphius nel 1538. L'editio princeps del testo greco fu pubblicata ad Anversa da Christophe Plantin nel 1565, con una versione latina di Nicaise Ellebaudt, molto superiore a quelle precedenti; questa edizione bilingue fu ripresa nella Bibliotheca veterum patrum di Fronton du Duc (Parigi, 1624, poi 1644). Una nuova edizione greco-latina fu fatta da John Fell, vescovo di Oxford, nel 1671; questa edizione è riprodotta nella Bibliotheca di Andrea Gallandi (Venezia, 1788). Nel XVI secolo ne fu fatta una traduzione italiana da Domenico Pezzimenti, nel 1636 una versione inglese da George Wither (ristampata nel 1657). La prima edizione critica moderna apparve a Hall nel 1802, con note di Christian Friedrich von Matthäi. Una versione francese fu pubblicata da Jean-Baptiste Thibault (Parigi, Hachette, 1844).